# Pui de la Bonaigua
El Pui de la Bonaigua és una muntanya de 2.778,1 metres que es troba en el terme municipal d'Alt Àneu, a la comarca del Pallars Sobirà. Antigament per ell passava la partió entre el territori de la Mancomunitat dels Quatre Pobles i el de l'antic terme de Son.
Està situat a la vall de la Bonaigua, a llevant de l'Estany Gerber, al nord-est del Pic de Xemeneies, i al sud-est de l'Agulla de les Ares.
Aquest cim està inclòs al llistat dels 100 cims de la FEEC